# Anatomiska termer för läge

Anatomiska riktningar hos en känguru.

Standardiserade anatomiska termer för läge används inom humananatomi och zootomi, eller mer generellt för bilateria (djur med bilateral symmetri), för att beskriva exempelvis organs position och orientering i rummet och i relation till andra delar av kroppen. Vanligen utgår man från den anatomiska grundställningen, i människans fall, den upprätta ställningen med blicken riktad framåt, armarna hängande längs med kroppen med handflatorna riktade framåt och fötterna placerade så att de vidrör varandra. Ofta används latinska termer.

## Axialskelettet
I axialskelettet hos djur (huvud, hals, bål och svans) anges riktningar längs med tre mot varandra vinkelräta plan:

### Hos djur
1. Djurets medianplan (medius, "i mitten") delar kroppen i två spegelvända delar. Ofta används istället sagittalplan (sagitta, "pil", sagittalis, "i pilens riktning", dvs framåt) som är orienterat parallellt med medianplanet. Om median- och sagittalplan sammanfaller, talar man om mittsagittalplan.
2. Djurets dorsalplan (dorsum, "rygg") är orienterat parallellt med ryggraden och vinkelrätt mot medianplanet.
3. Djurets transversalplan ställs vinkelrätt mot de två andra och följer vanligen gravitationsaxeln.

Riktningar anges längs med skärningen mellan dessa plan:
1. I skärningen mellan medianplan och dorsalplan, från huvudet till svansen eller stjärten, anges en riktning som kraniell (mot kraniet) eller kaudal (cauda, "svans") respektive sakral (orienterad mot korsbenet (os sacrum)). Inuti huvudet anges en riktning som rostral (rostrum, "snabel") respektive kaudal.
2. I skärningen mellan medianplan och transversalplan, från ryggen till magen, anges en riktning som dorsal (dorsum, "rygg") respektive ventral (venter, "buk").
3. I skärningen mellan dorsalplan och transversalplan, från vänster till höger, anges riktningar till respektive från djurets symmetriaxel. In mot mitten anges som medial och ut mot sidan som lateral (latus, "bred", "sida"). Man kan också ange något som finns på båda sidorna som kolateralt eller kalla organ placerade till höger som dexter och de till vänster som sinister.

### Hos människan

Olika anatomiska plan hos människa:
A = transversalplanet,
B = frontalplanet,
C = medianplanet (ett sagittalplan)

Människans uppresta ställning och sättet som planen definieras på gör att planens orientering relativt underlaget är annorlunda i människans anatomi.
1. Medianplanet delar människan i två spegelvända halvor, precis som hos djuren. Vanligare kallat sagittalplan (egentligen mitt-sagittalplan eller mid-sagittalplan).
2. Frontalplanet följer fortfarande ryggraden vinkelrätt med medianplanet och delar människan i en främre och en bakre del (frons, "panna"). Det kan även (sällan) kallas dorsalplanet.
3. Transversalplanet, fortfarande vinkelrätt mot de två andra, delar människan i en övre och en undre del. Det kallas även horisontalplanet.

Riktningar i människans kropp anges följaktligen som:
1. I skärningen mellan medianplan och frontalplan, från huvudet till fötterna, som kraniell respektive kaudal eller vertikal.
2. I skärningen mellan medianplan och transversalplan, från ryggen till magen, som dorsal respektive ventral.
3. I skärningen mellan frontalplan och transversalplan, höger-vänster, som medial (mot mitten) respektive lateral (mot sidorna) eller transversell.

Liksom för djur ovan, anges även för människor, där man utgår från den människa/kropp som beskrives (och ej utifrån den som ser den beskrivna människan/kroppen), att organ placerade till höger (hö) är lokaliserade dexter (dx) och de till vänster (vä) är lokaliserade sinister (sin). Jämför detta med heraldisk höger och heraldisk vänster.

## Extremiteterna
I de övre respektive nedre extremiteterna (hos människan armar och ben) anges riktningar istället vanligen relativt extremitetens rot (skuldra och höft) respektive fria ände (händerna och fötterna). En riktning mot kroppens symmetriaxel anges som proximal och en riktning mot ändorganet som distal.

### Övre/främre extremiteten
I handen och underarmen, eller motsvarande delar hos djuren, används två lokala huvudriktningar:
1. En riktning mot handflatan anges som palmar (palma manus, "handflata") och en riktning mot handryggen som dorsal (dorsum manus, "handrygg").
2. En riktning mot lillfingrets sida anges som ulnar (ulna, "armbågsben") och en riktning mot tumsidan som radial (radius, "strålben").

Sådant som är relaterat till båda sidorna kallas radioulnart.

### Nedre/bakre extremiteten
I foten och underbenet, eller motsvarande delar hos djuren, används istället:
1. En riktning mot fotsulan anges som plantar (planta pedis, "fotsula"). I benet anges ett motsatt läge som proximalt och i foten som dorsal (dorsum pedis, "fotrygg").
2. I foten anges ett läge mot stortåsida som tibial (tibia, "skenben") och en riktning mot lilltåns sida som fibular (fibula, "vadben") eller peroneal (peroneus, av grekiska perone, "vadben").

## Relativt ytan
Organ som ligger djupt i kroppen kallas profunda och de ytligt placerade superficiella alternativt interna respektive externa. Vad gäller de inre organen avser visceral sådant som är associerat med ett organ och parietal sådant som hör till kroppsväggen.

## Allmänna begrepp
- Anterior: Främre
- Apicalis: Som hör samman med en spets, belägen åt spetsen till
- Axialis: Som är belägen i, eller rör sig längs en (tänkt) axel som tillhör axis (2:a halskotan)
- Basalis: Som hör till basis (boten grunden), belägen nedtill eller undertill
- Basilaris: Som hör till skallbasen
- Caudalis: Som hör till svansen, belägen åt svansen till (nedåt)
- Centralis: Som är belägen i mittpunkten
- Coronalis: Som har samband med en krans eller krona
- Cranialis: Som hör till skallen, belägen på huvudet till (uppåt)
- Dexter: Höger
- Distalis: Som ligger perifert åt handen eller foten till inom extremiteterna (se även nedan)
- Dorsalis: Belägen mot ryggen (bakåt).  Används om bålen och dess delar
- Externus: Yttre
- Frontalis: Som hör samman med pannan, parallellt med pannan
- Horizontalis: Vågrät
- Inferior: Undre
- Intermedius: Som ligger mitt emellan
- Internus: Inre
- Lateralis: Belägen åt sidan (bort från kroppens mittlinje)
- Longitudinalis: Som har ett längsgående förlopp
- Luminalis: Som hör till hål, håligheter eller kanal i organ (lumen)
- Medialis: Som ligger åt mitten (kroppens mittlinje) till
- Medianus: Som ligger i mitten (i kroppens mittlinje)
- Medius: Mitterst, mellerst
- Occipitalis: Som hör samman med bakhuvudet eller nacken
- Periphericus; peripheralis: Som är belägen långt ifrån mittpunkten
- Posterior: Bakre
- Profundus: Djup, djupt liggande
- Proximalis: Som ligger närmast bålen (används inom extremiteterna)
- Radialis: Som hör samman med strålbenet. Läge i riktning mot tumsidan
- Rostralis: Som hör samman med en näbbliknande anatomisk bildning, belägen åt huvudet till
- Sagittalis: Som hör samman med skjutriktningen på en pil
- Sinister: Vänster
- Superficalis: Ytlig, belägen på ytan
- Superior: Övre
- Transversalis: Som har ett tvärgående förlopp
- Ulnaris: Som hör samman med armbågsbenet. Läge i riktning mot lillfingersidan
- Ventralis: Belägen mot buken (framåt). Används om bålen och dess delar
- Verticalis: Lodrät

### Riktningsangivelser på tänder
- Mesial: Mot framförvarande tand, mot tandradens mitt
- Distal: Mot bakomvarande tand, från tandradens mitt
- Buckal: Utåt, mot kinden
- Lingual: Inåt, mot tungan (underkäke)
- Palatinal: Inåt, mot gommen (överkäke)
- Ocklusal: Mot bettytan

## Termer för rörelse
Termerna används även inom kinesiologi.
- flexion = böjning
- extension = sträckning
- abduktion = extremiteten förs ut från kroppen
- adduktion = extremiteten förs in mot kroppen
- medialrotation = inåtrotation av en kroppsdel
- lateralrotation = utåtrotation av en kroppsdel
- palmarflexion = handen böjs mot handflatan
- plantarflexion = foten böjs mot fotsulan
- dorsalflexion = hand eller fot böjs mot hand eller fotrygg (dorsalflexion är en extensions-rörelse)
- supination = handen vrids uppåt; äta soppa eller fot vrids inåt; sula mot sula
- pronation = handen vrids utåt;lillfinger åt sidan eller fot vrids utåt; lilltå uppåt
- ulnarflexion = böjning av handen mot lillfingret till
- radialflexion = böjning av handen åt tummen till
- lateralflexion = sidoböjning
- ipsilateralt = skeenden som sammanfaller på samma sida av kroppen
- kontralateralt = skeenden som uppträder på motsatt sida av kroppen

## Kroppspositioner
- Bukläge (prone position)
- Ryggläge (supine position)
- Stabilt sidoläge (framstupa sidoläge)